# Strymon megarus
Strymon megarus is een vlinder uit de familie van de Lycaenidae. De wetenschappelijke naam van de soort werd als Polyommatus megarus in 1823 gepubliceerd door Godart.

## Synoniemen
- Tmolus basilides Geyer, 1837
- Thecla tigonia Schaus, 1902
- Strymon amphyporphyra Johnson, Eisele & MacPherson, 1990
- Strymon rotundum Austin & Johnson, 1997
- Strymon gallardi Faynel & Johnson, 2000